# Shelley Wintersová
Shelley Wintersová, rodným jménem Shirley Schriftová (18. srpna 1920 St. Louis, Missouri, USA – 14. ledna 2006 Beverly Hills, Kalifornie, USA) byla americká herečka židovského původu.

## Život
Narodila se 18. srpna 1920 v St. Louis ve státě Missouri, jako dcera operní zpěvačky Rose Schriftové (rodným jménem Winterová) a módního návrháře Jonase Schrifta. Oba její rodiče byli Židé a v jejích devíti letech se přestěhovali do New Yorku, kde poté Shelley pracovala jako modelka. V 16 letech se odstěhovala do Los Angeles, ale později se do New Yorku opět vrátila, aby mohla studovat herectví na The New School.
V roce 1941 debutovala na Broadwayi ve hře The Night Before Christmas a o dva roky později podepsala smlouvu s Columbia Pictures. Jejím prvním filmem se stalo drama There's Something About a Soldier (1943) a během 40. let si zahrála celkem ve 26 filmech (k nejznámějším patří např. Dvojí život (1947), či Pláč města (1948)) i pro spoustu konkurenčních společností jako Metro-Goldwyn-Mayer, Universal Pictures, Paramount Pictures i pro 20th Century Fox.
Po celou dekádu však byla neustále obsazována pouze do vedlejších rolí, což ji vedlo k tomu, že začala dál studovat. Navštěvovala Shakespearovy kurzy Charlese Laughtona, pracovala v Actor's Studio a studovala i na Hollywood Studio Club, kde na konci 40. let sdílela byt s Marilyn Monroe. V roce 1951 se tak filmem Místo na výsluní odrazila od své dosavadní pozice blonďatého sexsymbolu a její výkon jí rovnou vynesl nominaci na Oscara pro nejlepší herečku. Po další 4 roky byla povětšinou obsazována výhradně hlavních rolí a v roce 1955 se po dalších 14 filmech vrátila opět na Broadway. Filmu se však věnovala i nadále a roku 1960 získala svého prvního Oscara pro nejlepší herečku ve vedlejší roli za roli ve filmu Deník Anny Frankové (1959).
Roku 1965 získla za roli Rose-Ann D'Arceyové ve filmu A Patch of Blue dalšího Oscara a za další vedlejší roli ve filmu Dobrodružství poseidonu (1972) získala i Zlatý glóbus. Za celou svou kariéru si zahrála celkem ve 130 filmech a během 70. i 90. let se objevila i v několika televizních seriálech.
Shelley Wintersová zemřela 14. ledna 2006 na infarkt ve věku 85 let. Její třetí manžel Anthony Franciosa zemřel jen 5 dní poté.
Byla čtyřikrát vdaná, jejím druhým manželem byl italský herec Vittorio Gassman, třetím pak herec Anthony Franciosa. Jejím milencem byl i herec Farley Granger.
Byla členkou Demokratické strany.

## Filmografie (výběrová)
- 1953 Winchester '73 (režie Anthony Mann)
- 1950 South Sea Sinner (režie H. Bruce Humberstone)
- 1950 Frenchie (režie Louis King)
- 1951 Místo na výsluní (režie George Stevens)
- 1951 Běžel celou cestu (režie John Berry)
- 1955 Lovcova noc (režie Charles Laughton)
- 1959 Zítřek nemá šanci (režie Robert Wise)
- 1959 Deník Anny Frankové (režie George Stevens)
- 1962 Lolita (režie Stanley Kubrick)
- 1963 Balkón (režie Joseph Strick)
- 1965 A Patch of Blue (režie Guy Green)
- 1968 Lovci skalpů (režie Sydney Pollack)
- 1968 Dobrý den, paní Campbellová (režie Melvin Frank)
- 1970 Krvavá máma (režie Roger Corman)
- 1971 Co je s Helenou? (režie Curtis Harrington)
- 1972 Dobrodružství Poseidonu (režie Ronald Neame, Irwin Allen)
- 1973 Lacinej fešák Eddie (režie David Worth)
- 1975 Šťastná ruka (režie Christopher Miles)
- 1976 Příští stanice Greenwich Village (režie Paul Mazursky)
- 1977 Chapadla (režie Ovidio G. Assonitis)